# Халід Муфтах
Халід Муфтах Маюф (араб. خالد مفتاح معيوف; нар. 2 липня 1992, Ель-Вакра, Катар) — катарський футболіст, лівий захисник та лівий півзахисник «Ер-Раяну».

## Клубна кар'єра
Народився в місті Ель-Вакра. Виступав за «Аль-Вакру» та «Лехвію». У складі «Лехвії» шість разів ставав чемпіоном Катару, вигравав Кубок Еміра у 2016 та 2018 роках. Після злиття «Лехвії» та «Аль-Джаїша» став одним з гравців, які перейшли до новоствореного «Ад-Духаїля».
9 січня 2019 року «Аль-Вакра» орендував в «Ад-Духаїля» Халіда Муфтаха на один сезон.
16 липня 2019 року «Ер-Раян» орендував в «Ад-Духаїля» Халіда Муфтаха на один сезон. 

## Кар'єра в збірній
У футболці національної збірної Катару дебютував 2010 року. 14 липня 2014 року у товариському матчі проти Індонезії забив свій єдиний м'яч за національну команду.
У 2015 році перебував у складі збірної на Кубку Азії. На турнірі зіграв лише у матчі з Бахрейном.

## Голи за збірну
Рахунок та результат збірної Катару подано на першому місці.
| №  | Дата          | Місце                                 | Суперник  | Рахунок | Результат | Змагання         |
| -- | ------------- | ------------------------------------- | --------- | ------- | --------- | ---------------- |
| 1. | 14 липня 2014 | Сауд бін Абдурахман, Ель-Вакра, Катар | Індонезія | 1–1     | 2–2       | Товариський матч |

## Титули і досягнення
- Чемпіон Катару (6): 2010-11, 2011-12, 2013-14, 2014-15, 2016-17, 2017-18
- Володар Кубка Еміра Катару (2): 2016, 2018
- Володар Кубка наслідного принца Катару (3): 2013, 2015, 2018
- Володар Кубка шейха Яссіма (2): 2015, 2016